# Eburenina
La eburenina es un alcaloide β-carbolínico del tipo de la aspidospermidina. Fue aislado de varias plantas, entre ellas Amsonia tabernaemontana, Hunteria eburnea, Rhazya stricta, Vinca minor, Aspidosperma neblinae y otras especies del género Aspidosperma (Apocynaceae). [α]20D = +243 (Etanol)

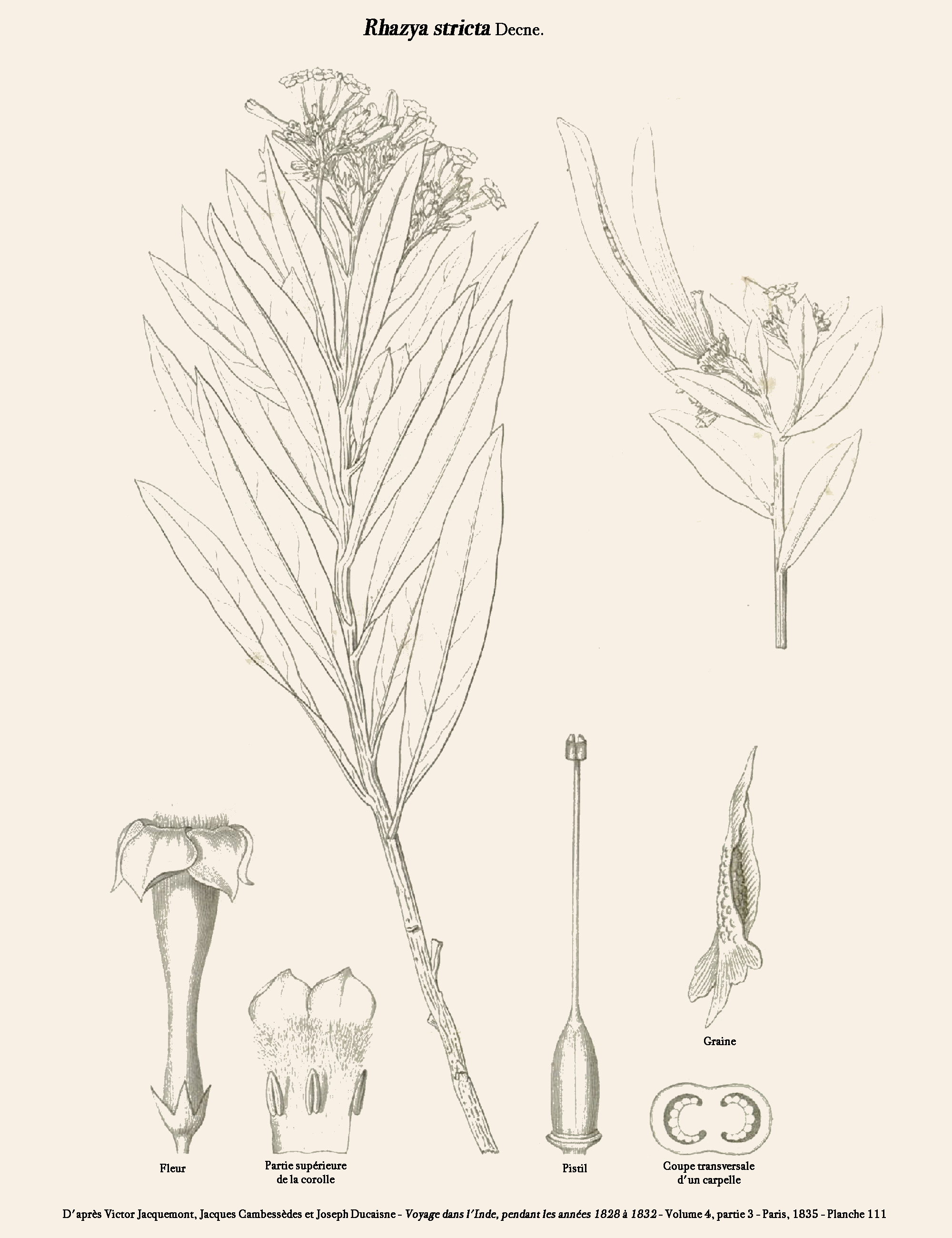
Rhazya stricta